# شبی در ترانسیلوانی
شبی در ترانسیلوانی (مجاری: Egy éjszaka Erdélyben) یک فیلم در ژانر کمدی است که در سال ۱۹۴۱ منتشر شد. از بازیگران آن می‌توان به زیتا سلتسکی و آنتال پاگر اشاره کرد.